# 後藤紗亜弥
後藤 紗亜弥（ごとう さあや、1990年10月20日 - ）は、東京都出身の日本の女優・歌手・音楽制作・振付師。兄の後藤健流とダンスボーカルユニットのBLOODLINEを結成し活動している。2020年6月25日に「BLOODLINE」から「後藤兄妹」にユニット名を改名した。

## 来歴
- 9歳よりダンスを始める。
- 2006年、堀越高等学校のトレイトコースに入学
- 2009年2月17日、堀越高等学校卒業。同期には福田沙紀・三浦春馬・水谷里歩らがいる。
- 2024年4月30日、トキエンターアライヴを退所した[1]。

## 人物
- 兄・後藤健流と一緒に「BLOOD LINE」を2010年6月25日結成。
- 2020年6月25日にBLOODLINE10周年を機に「後藤兄妹」に改名
- 舞台の音楽制作、振付を行う。
- 好きなことは歌うことと、ダンスをすること。
- 憧れている芸能人はシンガーソングライターの「絢香」。
- リンゴを毎日朝食べるぐらいリンゴ好き。

## 出演作品

### ラジオドラマ
- SPACE ELEVATOR（2009年3月29日、TBSラジオ）

### 舞台
2006年 - 2009年
- 『寝盗られ宗介』（2006年）
- 『君に捧げる歌 〜A Song for you〜』（2007年） - タマキ 役
- 『地蔵通りメルヘン商店街』（2008年）
- 『常陸坊海尊』（2008年） - 雪乃 役
- 『The Last Wish〜嘘つきは泥棒のはじまり〜』（2008年）
- 『THE KINGDOM OF ENTERTAINMENT』（2009年）

2012年
- 池袋チャリンコ倶楽部 第一弾公演「舞台しちゃいますッ!!」（2012年3月22日 - 25日、池袋・シアターグリーン BOX in BOX THEATER）
- チャーミーゴリラ Vol.3「コングラッチュ ユー」（2012年8月7日 - 19日、下北沢・小劇場 楽園）
- Gフォース「七日目の朝に」（2012年10月21日 - 28日、蔵前・Gフォースアトリエ）
- 大塚庸介プロデュース：音楽劇「こころのメモリーたりてますか？」（2012年11月21日 - 25日、トランクシアタースタジオ）

2013年
- 池袋チャリンコ倶楽部「FESしちゃいます!」（2013年1月11日 - 13日、渋谷・Gallery LE DECO）
- 「Freak box」（2013年1月16日 - 20日、渋谷・Gallery LE DECO） - ツインズ 役
- ミュージカル座「コンチェルト」（2013年2月6日 - 11日、ミニシアター1010）
- 姫君「Freak box -RE:turns-」（2013年6月26日 - 30日、シアターグリーン BASE THEATER） - ツインズ 役
- キタムラ印【裏】vol.2「TAKE-MITSU〜反逆のラビリンス〜」（2013年9月27日 - 10月2日、中目黒ウッディシアター） - フェリ 役
- Func A ScamperS 009「彼女が服を着た理由」（2013年11月15日 - 24日、SPACE107）

2014年
- ミュージカル座「不思議なラブストーリー」（2014年1月23日 - 26日、シアターサンモール） - エリザベス 役
- Gフォース「Ma-sa!!!!!」（2014年2月14日 - 16日、Gフォースアトリエ）
- 姫君「Freak box -the Final-」（2014年6月25日 - 29日、シアターグリーン BOX in BOX theater） - 結合体双生児 役
- Gフォース「氷雪の門〜昭和20年、乙女たちが決めたこと〜」（2014年8月19日 - 24日、八幡山ワーサルシアター） - 主演 佐藤智恵子 役
- 劇団WOOPS「夏 SOLD OUT」（2014年12月3日 - 7日、新宿・シアターブラッツ） - ヒロイン 咲 役

2015年
- Tambourine STAGE「鬼切丸」（2015年1月24日 - 2月1日、あうるすぽっと）
- Gフォース「とりあえず、コレで」（2015年2月22日 - 3月8日、Gフォースアトリエ）
- ミュージカル座「アイ・ハヴ・ア・ドリーム」（2015年3月12日 - 15日、光が丘・IMAホール）星組
- メディア・ワークス「イン・ザ・ボイス」（2015年4月9日 - 11日、北沢タウンホール） - 橋本佳波 役
- ASSH×アリスインプロジェクト×ディアステージ「ヨルハ ver.1.1」（2015年5月23日 - 30日、新宿村LIVE） - デルタ部隊 ローズ 役
- Gフォース「Petit,Amie〜ユメミル2人〜」（2015年6月10日 - 14日、Gフォースアトリエ）
- Gフォース「氷雪の門〜昭和20年、乙女たちが決めたこと〜」（2015年7月28日- 8月2日、八幡山ワーサルシアター） - 主演 佐藤智恵子 役
- キタムラ印 【裏】公演vol.5（ウッディシアター中目黒） - 大久保彩子 役
  - 「CHERRY」(再演)（2015年9月1日 - 3日）
  - 「Oh！tsukimi」(続編新作)（2015年9月5日 - 9日）

- ZENROCKstage「グラファー」vol.1（2015年10月14日 - 18日、西日暮里・キーノート・シアター） - コイリ 役
- SEPT pleasant party night!!!! vol.5「クロックミュージアム〜5つの音楽、5つの物語〜」Story2 「gift」（2015年11月20日 - 23日、南青山・Future SEVEN） - エル 役
- アリスインプロジェクト×ボクラ団義「ハイスクールミレニアム2015」（2015年12月16日 - 20日、新馬場・六行会ホール） - 時組 寺子屋京香 役

2016年
- 劇団6番シード「メイツ!」（2016年1月27日 - 31日、新馬場・六行会ホール） - ミドリコ 役
- 「グラファー」vol.2（2016年4月19日 - 24日、上野ストアハウス） - コイリ 役
- ビッグファイタープロジェクト「キャプテンハーロック〜次元航海〜」（2016年6月8日 - 12日、新宿村LIVE） - ジョジベル 役
- UDA☆MAP「ヅカヅカ☆ルネッサンス」（2016年7月6日 - 11日、池袋・シアターKASSAI） - チャックザ・コロニー 役
- Gフォース「氷雪の門〜昭和20年、乙女たちが決めたこと〜」（2016年8月30日 - 9月4日、八幡山ワーサルシアター） - 主演 佐藤智恵子 役
- L&L企画「コウの花嫁」（2016年10月26日 - 30日、新宿・全労済ホール スペース・ゼロ） - 傘組 チコ 役

2017年
- SEPT「ZEST」Ep.2「double」（2017年3月17日 - 20日、南青山Future SEVEN） - 真琴 役
- ぐりむの法則「ソウサイノチチル」（2017年4月26日 - 5月3日、新宿村LIVE） - 黒組 桜木咲 役
- SANETTY「都落ちコンダクターの一振」（2017年5月24日 - 29日、新宿村LIVE） - 佐伯恵子 役
- 舞台『東京喰種トーキョーグール』〜或いは、超越的美食学をめぐる瞑想録〜（2017年7月1日 - 9日、シアター1010 / 梅田芸術劇場 シアター・ドラマシティ）小坂依子役

2018年
- SEPT「SANZ II」Ep.1「relying」（2018年4月11日 - 16日、銀座・博品館劇場） - 美奈世 役
- 劇団6番シード「TRUSH！」（2018年5月30日 - 6月3日、六行会ホール） - ホイ 役
- SEPT×ホーンテッド・オバケストラ「オバケストラ！」（2018年7月11日 - 16日、シアターサンモール） - 唯 役
- 「“Pretty Guardian Sailor Moon” The Super Live」東京プレビュー公演 （2018年8月31日 - 9月9日、AiiA 2.5 Theater Tokyo） - セーラーヴィーナス／愛野美奈子 役（星波、中西裕胡とトリプルキャスト）
- ネルケプランニング「七色いんこ」（2018年10月4日 - 8日、AiiA 2.5 Theater Tokyo） - 吉武良先生 役
- 劇団SUTTHINEE（スットハイニー）「サンドイッチの作り方」（2018年12月19日 - 24日、バルスタジオ） - 砂原咲江 役

2019年
- Super Eccentric Girls「巫女ガール」（2019年2月20日 - 24日、CBGKシブゲキ!!） - 有原広美 役
- SEPT「FATALISM ≠ Another story」（2019年6月19日 - 23日、博品館劇場） - 無二 役（後藤健流とWキャスト）
- 音楽劇「Zip & Candy」（2019年7月4日 - 14日、俳優座劇場） - スライス 役
- 舞台「かいけつゾロリとなぞのスパイ・ローズ」（2019年9月 - 10月、シアター1010 / 安城市民会館 / アイプラザ豊橋 / 成田国際文化会館 / 久喜総合文化会館 / 名古屋市公会堂 / フェニーチェ堺 ） - ルドジ 役
- SEPT「シンデレイル」（2019年11月6日 - 10日、シアターサンモール） - ハンナ 役

2020年
- ブロードウェイ・ミュージカル「ウエスト・サイド・ストーリー」日本キャスト版 Season2（2020年2月1日 - 2月26日、IHIステージアラウンド東京） - コンスエロ 役
- Gフォース「氷雪の門～昭和20年、乙女たちがきめたこと～」（2020年8月25日 - 30日、中野テアトルBON BON） - 片山咲子 役
- 舞台「かいけつゾロリとなぞのスパイ・ローズ」（2020年12月、かつしかシンフォニーヒルズ / 貝塚市民文化会館 / 敦賀市民文化センター） - ルドジ 役

2021年
- ReAnimation ReVise（2021年5月27日・29日、こくみん共済 coop ホール／スペース・ゼロ） - エル 役

2022年
- De-LIGHT「シャットアウト、トイレット」（2022年2月23日 - 27日、大塚・萬劇場） - 小暮 役
- 音楽劇「Zip&Candy」（2022年6月9日 - 14日、かめありリリオホール） - スライス 役
- ミュージカル「DOROTHY～オズの魔法使い～」（2022年8月27日 - 10月12日、日本青年館ホール 他） - アンサンブル

2023年
- 七人のおたく cult seven THE STAGE（2023年3月4日 - 19日、紀伊國屋サザンシアター TAKASHIMAYA 他） - 藤堂のぞみ 役
- 舞台「幕が上がる」（2023年7月12日 - 17日、サンシャイン劇場）
- TOSHIKI KADOMATSU Presents MILAD2 「THE DANCE OF LIFE～Final Chapter～」（2023年9月15日 - 18日、KAAT 神奈川芸術劇場）
- TOSHIKI KADOMATSU presents MILAD 2 with additional live「THE DANCE OF LIFE〜Final Chapter〜」Extended （2023年9月28日 - 30日、東京国際フォーラム ホールC）

2024年
- 株式会社ボクラ団社「OVER SMILE 2024」（2024年3月1日、東池袋・あうるすぽっと） - 日替わりゲスト・ウェイトレス 役

2025年
- Yuke Pro. Dance Stage「Judgment」（2025年8月9日 - 11日〈予定〉、R'sアートコート）
- SEPT fate to ReAnimation「Rebellion」（2025年10月3日 - 13日〈予定〉、こくみん共済 coop ホール/スペース・ゼロ）

### 映像
- 2016年３月 キュレーマガジンａｎｔｅｎｎａ*イメージモデル
- 不定期配信番組「のなさー屋」

### 映画
- 「満州の紅い陽」（2015年、監督：愛川欽也） - 行員 役
- 「Tokyo Loss」（2018年、監督：田中壱征） - 羽鳥千香 役
- 劇団6番シード×ProjectYamaken「ディープロジック」（2020年1月、監督：山岸謙太郎） - アタッカーズ GOAT 役
  - 「Dプロジェクト」
    - トウドウ編・ツチヤ警部編（2016年8月）
    - UDA編・ヒグチ君編（2017年2月）
    - クリュウ編・シーナ編（2018年3月）